# London Film Critics Circle Award du film de l'année
Le London Film Critics Circle Award du film de l'année (London Film Critics' Circle Award for Film of the Year)  est une récompense cinématographique britannique décernée par le London Film Critics Circle depuis 1980 au cours de la cérémonie annuelle des LFCC Awards.

## Palmarès
Note : L'année indiquée est celle de la cérémonie.

### Années 1980
- 1981 : Apocalypse Now de Francis Ford Coppola
- 1982 : Les Chariots de feu de Hugh Hudson
- 1983 : Missing de Costa-Gavras
- 1984 : La Valse des pantins de Martin Scorsese
- 1985 : Paris, Texas de Wim Wenders
- 1986 : La Rose pourpre du Caire de Woody Allen
- 1987 : Chambre avec vue de James Ivory
- 1988 : Hope and Glory de John Boorman
- 1989 : Engrenages de David Mamet

### Années 1990
- 1990 : Distant Voices, Still Lives de Terence Davies
- 1991 : Crimes et Délits de Woody Allen
- 1992 : Thelma et Louise de Ridley Scott
- 1993 : Impitoyable de Clint Eastwood
- 1994 : La Leçon de piano de Jane Campion
- 1995 : La Liste de Schindler de Steven Spielberg
- 1996 : Babe, le cochon devenu berger de Chris Noonan
- 1997 : Fargo de Joel et Ethan Coen
- 1998 : L.A. Confidential de Curtis Hanson
- 1999 : Il faut sauver le soldat Ryan de Steven Spielberg

### Années 2000
- 2000 : American Beauty de Sam Mendes
- 2001 : Dans la peau de John Malkovich de Spike Jonze
- 2002 : Moulin Rouge de Baz Luhrmann
- 2003 : Monsieur Schmidt d'Alexander Payne
- 2004 : Master and Commander : De l'autre côté du monde de Peter Weir
- 2005 : Sideways d'Alexander Payne
- 2006 : Le Secret de Brokeback Mountain de Ang Lee
- 2007 : Vol 93 de Paul Greengrass
- 2008 : No Country for Old Men de Joel et Ethan Coen
- 2009 : The Wrestler de Darren Aronofsky

### Années 2010
- 2010 : Un prophète de Jacques Audiard
- 2011 : The Social Network de David Fincher
- 2012 : The Artist de Michel Hazanavicius
- 2013 : Amour de Michael Haneke
- 2014 : Twelve Years a Slave de Steve McQueen
- 2015 : Boyhood de Richard Linklater
- 2016 : Mad Max: Fury Road de George Miller
- 2017 : La La Land de Damien Chazelle
- 2018 : Three Billboards : Les Panneaux de la vengeance de Martin McDonagh
- 2019 : Roma d'Alfonso Cuarón

### Années 2020
- 2020 : Parasite de Bong Joon-ho
- 2021 : Nomadland de Chloé Zhao
- 2022 : The Power of the Dog de Jane Campion
- 2023 : Tár de Todd Field
- 2024 : La Zone d'intérêt de Jonathan Glazer
- 2025 : The Brutalist de Brady Corbet